# Walerij Biełousow (hokeista)
Walerij Konstantinowicz Biełousow, ros. Валерий Константинович Белоусов (ur. 17 grudnia 1948 w Nowouralsku, zm. 16 kwietnia 2015 w Czelabińsku) – radziecki i rosyjski hokeista, reprezentant ZSRR, trener hokejowy.
Jego syn Matwiej (ur. 1976) także został hokeistą i trenerem.

## Kariera zawodnicza

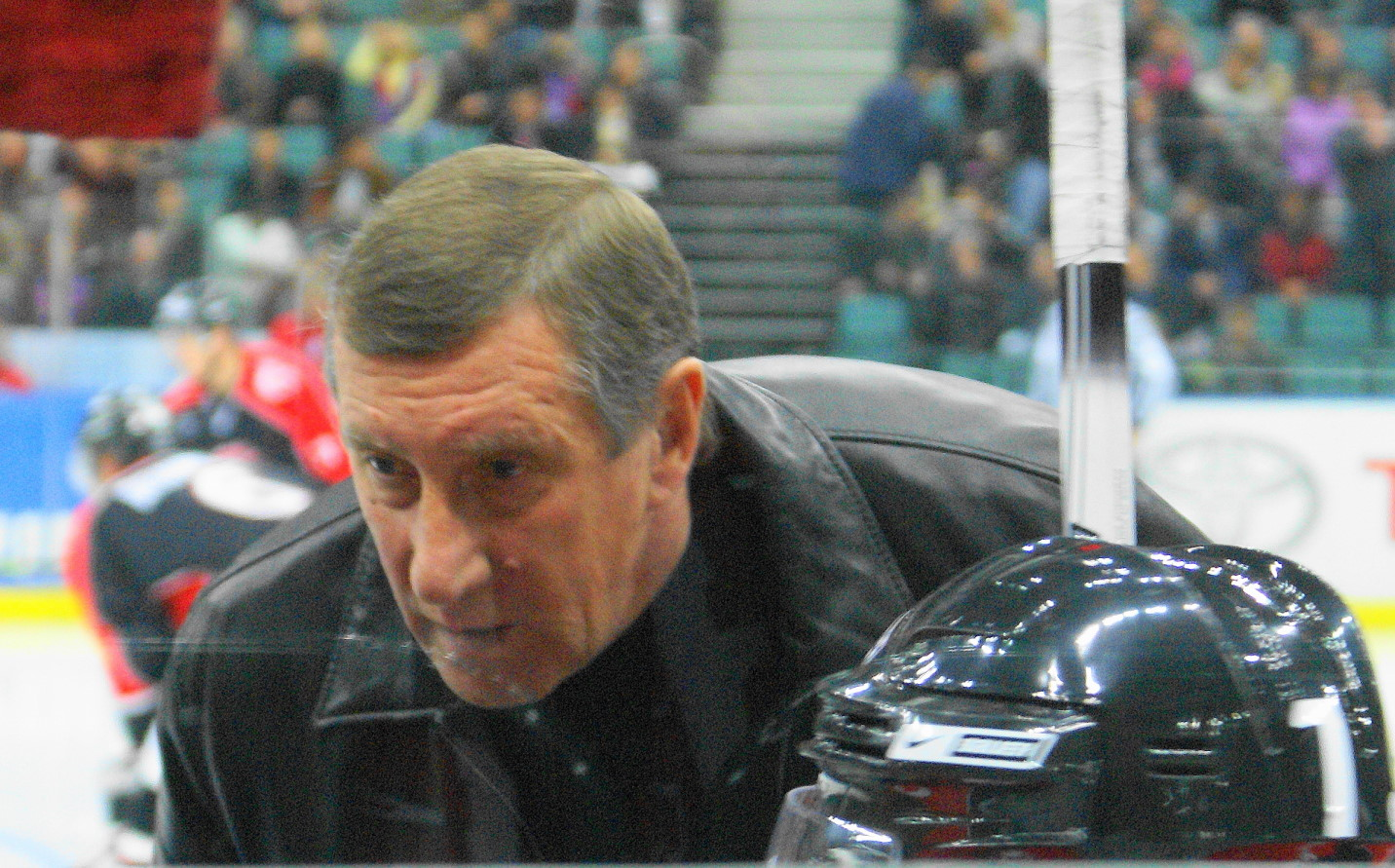
Walerij Biełousow jako trener Awangardu Omsk (8 października 2007)

- Kiedr Nowouralsk (1967-1968)
- Sputnik Niżny Tagił (1968-1971)
- Traktor Czelabińsk (1971-1981)
- Kristałł Saratów (1981-1982)
- Oji Eagles (1982-1984)
- Kristałł Saratów (1984-1986)

Był wieloletnim zawodnikiem Traktora Czelabińsk. Przez dwa sezony grał także w Japonii.

## Kariera trenerska
- Traktor Czelabińsk (1987-1990) – asystent trenera
- / Traktor Czelabińsk (1990-1995) – główny trener
- Mietałłurg Magnitogorsk (1995-1996) – asystent trenera
- Mietałłurg Magnitogorsk (1996-2003) – główny trener
- Reprezentacja Rosji (2001-2002, 2004) – asystent trenera
- Awangard Omsk (2003-2007) – główny trener
- Mietałłurg Magnitogorsk (2008-2009) – główny trener
- Traktor Czelabińsk (2010-2014) – główny trener

Po zakończeniu kariery zawodniczej został trenerem hokejowym. Przez wiele lat był trenerem macierzystego klubu z Czelabińska. Po raz pierwszy od 1987 do 1995, a po raz drugi, w rozgrywkach KHL, od października 2010 (w lutym 2013 roku przedłużył umowę na czas do końca sezonu 2013/2014) i był trenerem formalnie do końca kwietnia 2014. Pełnił także funkcję asystenta selekcjonera Reprezentacji Rosji na turniejach mistrzostw świata 2001, 2002, 2004,
Zmarł 16 kwietnia 2015. Został pochowany w Czelabińsku. Powracający z jego pogrzebu inny rosyjski trener, Siergiej Michajłow poniósł śmierć w wypadku.

## Upamiętnienie
W czerwcu 2015 jego imieniem nazwano lodowisko w Czelabińsku, Traktor Arena.

## Sukcesy
Reprezentacyjne zawodnicze
- Brązowy medal Canada Cup: 1976 z ZSRR

Klubowe zawodnicze
- Finał Pucharu ZSRR: 1973 z Traktorem Czelabińsk
- Brązowy medal mistrzostw ZSRR: 1977 z Traktorem Czelabińsk
- Złoty medal mistrzostw Japonii: 1983, 1984 z Oji Eagles

Reprezentacyjne szkoleniowe
- Srebrny medal mistrzostw świata: 2002 z Rosją

Klubowe szkoleniowe
- Złoty medal mistrzostw Rosji: 1999, 2001 z Mietałłurgiem Magnitogorsk, 2004 z Awangardem Omsk
- Srebrny medal mistrzostw Rosji: 1998 z Mietałłurgiem Magnitogorsk, 2006 z Awangardem Omsk, 2013 z Traktorem Czelabińsk
- Brązowy medal mistrzostw Rosji: 1997, 2000, 2002 z Mietałłurgiem Magnitogorsk, 2007 z Awangardem Omsk, 2012 z Traktorem Czelabińsk
- Mistrzostwo Europejskiej Hokejowej Ligi: 1999, 2000 z Mietałłurgiem Magnitogorsk
- Puchar Mistrzów: 2005 z Awangardem Omsk
- Drugie miejsce w Pucharze Kontynentalnym: 2007 z Awangardem Omsk
- Puchar Kontynentu: 2012 z Traktorem Czelabińsk
- Pierwsze miejsce w Dywizji Charłamowa w sezonie regularnym : 2012 z Traktorem Czelabińsk
- Pierwsze miejsce w Konferencji Wschód w sezonie regularnym: 2012 z Traktorem Czelabińsk
- Finalista Konferencji Wschód i półfinał KHL w fazie play-off: 2012 z Traktorem Czelabińsk

Wyróżnienia
- Mistrz Sportu ZSRR Klasy Międzynarodowej
- Zasłużony Trener Rosji